# 笠松哲朗
笠松 哲朗（かさまつ てつろう）は日本で活動するミュージカル俳優および元子役である。東京都江戸川区出身。劇団四季所属。

## 来歴
小学1年生からジャズダンス教室に通い始め、2年生の時に劇団四季ライオン・キングのヤングシンバ役オーディションに合格し、5年生の時に初舞台出演を果たし、1年半程出演して引退した。その後江戸川区立松江第六中学校を経て高校卒業後の2010年に劇団四季研究所へ入所し同年10月10日赤毛のアン東京公演トミー役で大人としての初舞台出演を果たした。その後も舞台出演を重ね、2014年11月にアラジンのアラジン役でオーディションを受けたが不合格だったもののアンサンブル役として合格し、翌2015年5月24日に開幕したアラジン東京公演ではアンサンブル役オリジナルキャストとして出演している。その後再度アラジンのオーディションを受けて合格し、2016年9月14日に4代目アラジン役として初舞台出演を果たした。
2022年4月に開幕した劇団四季のオリジナルミュージカル『バケモノの子』では、一郎彦役のオリジナルキャストとして出演している。
2023年8月4日、かつて子役で出演した『ライオンキング』にて、シンバ役でデビュー。かつてヤングシンバ役で子役として出演していた俳優がシンバ役で出演するのは、海宝直人以来2人目であり劇団四季四季所属俳優としては初。

## 主な出演作品
- ライオンキング（ヤングシンバ、シンバ）
- 赤毛のアン（トミー）
- アンデルセン（アンサンブル）
- 夢から醒めた夢（アンサンブル）
- はだかの王様（アンサンブル）
- 美女と野獣（アンサンブル）
- キャッツ（ランパスキャット）
- 劇団四季ソング&ダンス60ようこそ劇場へ（ダンサーパート）
- アラジン（アンサンブル、アラジン)
- 壁抜け男（新聞売り)
- 劇団四季ソング&ダンス65
- カモメに飛ぶことを教えた猫（ゾルバ)
- 劇団四季 The Bridge 〜歌の架け橋〜(男性4枠)
- 劇団四季のアンドリュー・ロイド＝ウェバー コンサート～アンマスクド～
- バケモノの子（一郎彦（青年）)
- バック•トゥ•ザ•フューチャー(マーティ•マクフライ)